# Antarthana, Kushtagi
Antarthana là một làng thuộc tehsil Kushtagi, huyện Koppal, bang Karnataka, Ấn Độ.